# Kabak tatlısı
Il Kabak tatlısı (in turco per "dessert di zucca") è un dessert tradizionale della cucina turca a base di zucca e zucchero.
È fatto cuocendo in acqua o in forno la zucca sbucciata e tagliata su cui è stato cosparso dello zucchero (zucca candita). Viene utilizzato un bicchiere di zucchero comune per chilo di zucca. Può anche essere usato latte. Il piatto è guarnito con noci tritate e kaymak. È un dessert stagionale tipico dell'inverno. La consistenza è stata descritta come simile a quella della caramella mou.